# Morawy Wielkie
Morawy Wielkie [pronunciación en polaco: /mɔˈravɨ ˈvjɛlkʲɛ/] es un pueblo ubicado en el distrito administrativo de Gmina Krzynowłoga Małun, dentro del Condado de Przasnysz, Voivodato de Mazovia, en el este de Polonia central. Se encuentra aproximadamente a 6 kilómetros al sur de Krzynowłoga Małun, a 12 kilómetros al norte de Przasnysz, y a 101 kilómetros al norte de Varsovia.
Durante la Ocupación Nazi, fue parte de Berlín Nuevo, área de formación militar